# Opsiini
Tribu
Opsiini est une tribu d'insectes de l'ordre des hémiptères (les hémiptères sont caractérisés par leurs deux paires d'ailes dont l'une, en partie cornée, est transformée en hémiélytre) de la famille des Cicadellidae.
Ces insectes communément appelés cicadelles, sont des insectes sauteurs et piqueurs et ils se nourrissent de la sève des végétaux grâce à leur rostre.

## Liste des genres
Selon EOL (22 février 2018) :
- Achaetica Emeljanov, 1959
- Afrascius Linnavuori, 1969
- Aladzoa Linnavuori, 1969
- Alishania Vilbaste, 1969
- Chlidochrus Emeljanov, 1962
- Circulifer Zachvatkin, 1935 (quelquefois traité comme un sous-genre de Neoaliturus)
- Concavifer Dlabola, 1960
- Diacra Emeljanov, 1961
- Dixianus Ball, 1918
- Eremophlepsius Zachvatkin, 1924
- Hishimonoides Ishihara, 1965
- Hishimonus Ishihara, 1953
- Introrsa Dai & Zhang, 2010
- Japananus Ball, 1931
- Kirkaldiella Osborn, 1935
- Lampridius Distant, 1918
- Libengaia Linnavuori, 1969
- Litura Knight, 1970
- Lycioides Oman, 1949
- Masiripius Dlabola, 1981
- Naevus Knight, 1970
- Navaia Linnavuori, 1960
- Neoaliturus Distant, 1918
- Nesophrosyne Kirkaldy, 1907
- Norva Emeljanov, 1969
- Opsianus Linnavuori, 1960
- Opsius Fieber, 1866
- Orosius Distant, 1918
- Paralampridius Dai, Dietrich & Zhang, 2011
- Pedarium Emeljanov, 1961
- Phlepsopsius Dlabola, 1979
- Pseudophlepsius Zachvatkin, 1924
- Pugla Distant, 1908
- Satsumanus Ishihara, 1953
- Xerophytacolus Stiller, 2012
- Xerophytavorus Stiller, 2012
- Zapycna Emeljanov, 1968